# Sawanworanayok-Nationalmuseum
Das Sawanworanayok-Nationalmuseum (thailändisch พิพิธภัณฑสถานแห่งชาติ สวรรควรนายก, RTGS Phiphithaphanthasathan Haeng Chat Sawanworanayok) ist eine Zweiginstitution des Nationalmuseums von Thailand in Sawankhalok (Amphoe Sawankhalok, Provinz Sukhothai), in der Nordregion von Thailand. Es ist eines der Provinzialmuseen der Provinz Sukhothai unter der Zuständigkeit des Fine Arts Departments. Es befindet sich auf dem Gelände des Wat Sawankharam am westlichen Ufer des Maenam Yom.

## Geschichte, Architektur, Aufgaben

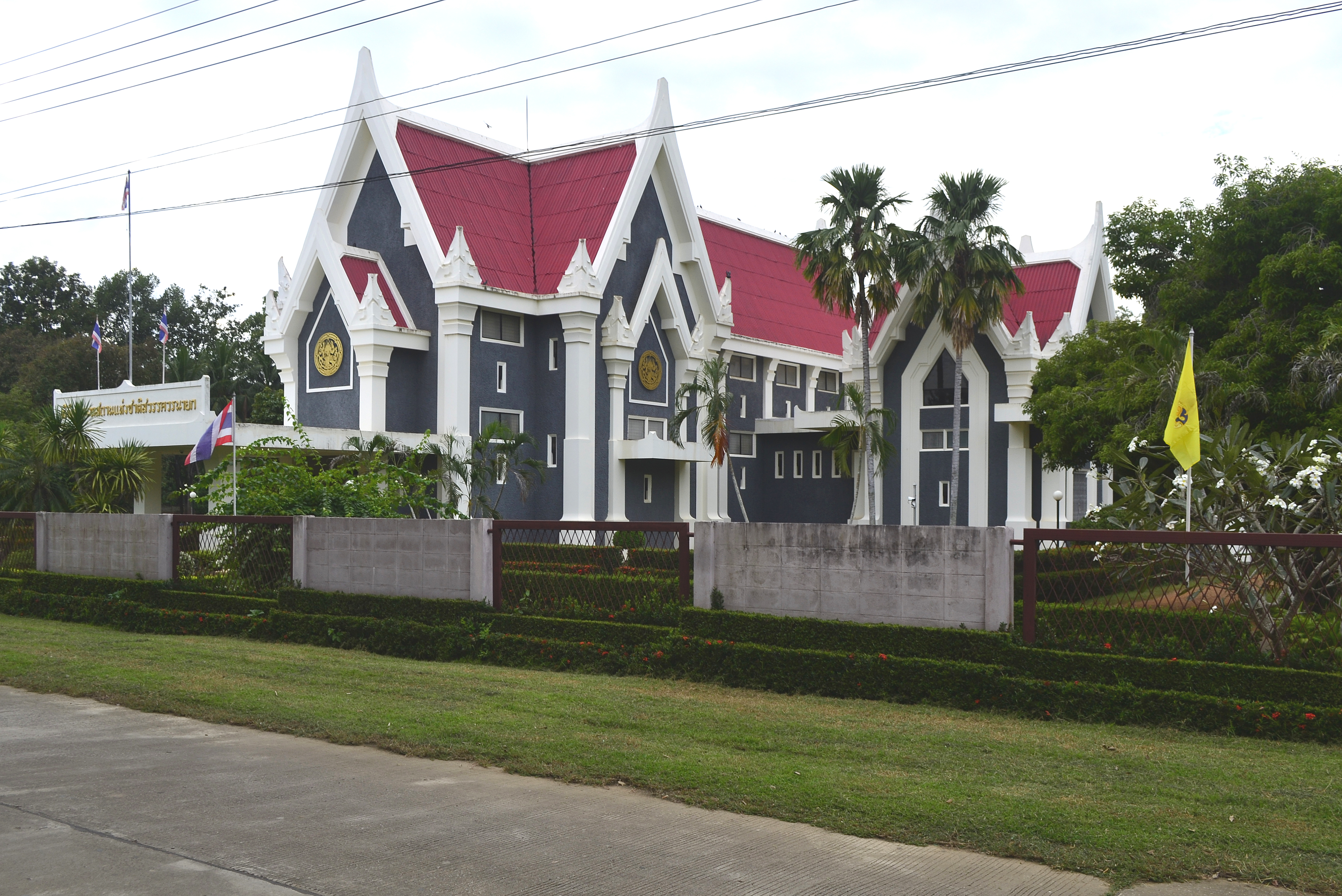
Sawanworanayok-Nationalmuseum

Der Ursprung des Museums geht auf die private Sammlung von Thongkham Jitratorn (1877–1965) zurück, der unter dem Namen Phra Sawanworanayok als Abt des Wat Sawankharam und oberster Mönch der Provinz Sukhothai eine umfangreiche und qualitativ hochwertige Sammlung alter Buddhastatuen zusammengetragen hatte. Er vermachte diese Sammlung der Öffentlichkeit unter der Bedingung, dass nach seinem Tode auf dem Gelände des Wat ein Museum errichtet werden sollte. 1981 wurde dieses Museum dann gegründet und am 15. März 1984 unter Vorsitz Ihrer Königlichen Hoheit Maha Chakri Sirindhorn feierlich eröffnet.
Die Sammlungen werden der Öffentlichkeit in einem zweigeschossigen Museumsgebäude mit einem Haupt- und zwei Seitenflügeln präsentiert. Das Gebäude wurde mit einem dem traditionellen thailändischen Stil ähnelnden äußeren Erscheinungsbild entworfen und ausgeführt.
Die Aufgabe des Museums besteht in der Sammlung und Konservierung von archäologischen Funden und sonstigen Kunstgegenständen aus den alten Königstädten Sukhothai und Si Satchanalai und in deren Restaurierung, sowie in der Bewahrung und Präsentation dieser Objekte und der übernommenen Kollektionen. Neben den museumseigenen Sammlungen werden auch Wechselausstellungen gezeigt. Über seine Ausstellungsfunktion hinaus bietet das Museum geführte Touren, Vorträge, praktische Demonstrationen und ähnliche Aktivitäten an.

## Sammlungen
Inzwischen beherbergt das Sawanworanayok-Nationalmuseum weit über 3000 Objekte. Der Fundus besteht aus der Stiftung des Phra Sawanworanayok, der Schenkung des Abts eines weiteren Klosters, Objekten aus archäologischen Ausgrabungen sowie aus dem unterwasserarchäologisch geborgenen Frachtgut im Golf von Thailand gesunkener Schiffe. Die Exponate verteilen sich auf vier verschiedene Sammlungen, die im Museum in ständigen Ausstellungen präsentiert werden:
- Historische Sammlung Sawankhalok:
stellt mittels archäologischer und sonstiger Artefakte die historische Entwicklung der Region zwischen Si Satchanalai und Sukhothai von der Vorgeschichte bis zur Moderne dar.
- Sangkhalok-Keramiksammlung:
gilt als vorzüglichste Sammlung thailändischer Keramik aller Nationalmuseen des Landes. Präsentiert in der lichttechnisch besten Räumlichkeit des Hauses schwerpunktmäßig die lokale Sukhothai- und Sawankhalok-Ware
- Buddhastatuensammlung:
umfangreiche Kollektion verschiedener Stile und Epochen aus der Stiftung des Phra Sawanvowaranayok und der Schenkung des Phra Rajprasitthikun; setzt einen besonderen Akzent auf die Skulpturen des Sukhothai-Stils.
- Phra-Sawanworanayok-Sammlung:
rekonstruiert mit Hilfe persönlicher Gegenstände aus dem Leben des Abtes dessen Biographie.